# Scarabaeus nitidicollis
Scarabaeus nitidicollis là một loài bọ cánh cứng trong họ Bọ hung (Scarabaeidae).